# سفر برلك (نفير عام 1914)

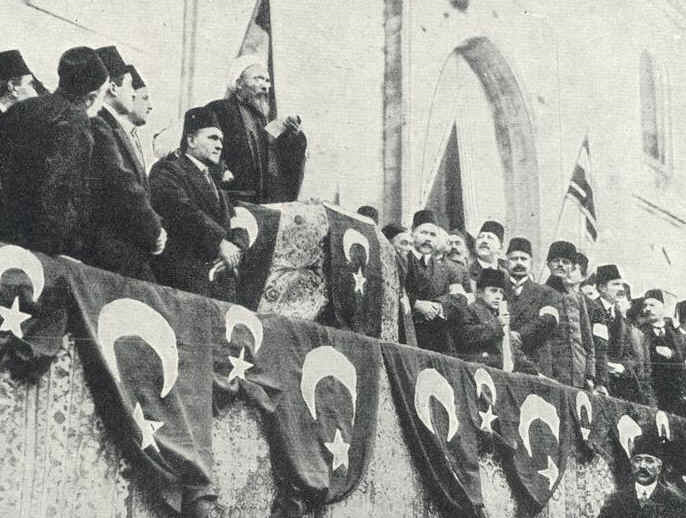
الإمبراطورية العثمانية أثناء إعلان الحرب العالمية الأولى

سفر برلك (بالتركية:Seferberlik) وتعني: النفير العام. وهو فرمان أصدره السلطان العثماني محمد رشاد بتاريخ الثالث من آب/أغسطس 1914م، وكان الفرمان يعد كل شخص من مواليد ما بين (1869 ـ 1882) في أراضي الدولة العثمانية من المسلمين وغير المسلمين، مطلوباً للخدمة العسكرية، ويجب عليهم الالتحاق بشعب تجنيدهم من تلقاء أنفسهم دون انتظارهم التبليغات. ويحق للمواطنين العثمانيين غير المسلمين دفع (30 ليرة ذهبية) بدلاً، مقابل الإعفاء من الخدمة العسكرية. فهو دعوة إلى الرجال الذين بلغت أعمارهم بين (15 حتى 45) سنة من رعايا الدولة العثمانية، ومن بينهم رعايا البلاد العربية إلى الإلتحاق بالخدمة العسكرية الإجبارية. وأطلق البغداديون عليها أيام الضيم والهلاك.

ملصق إعلان الدولة العثمانية النفير العام

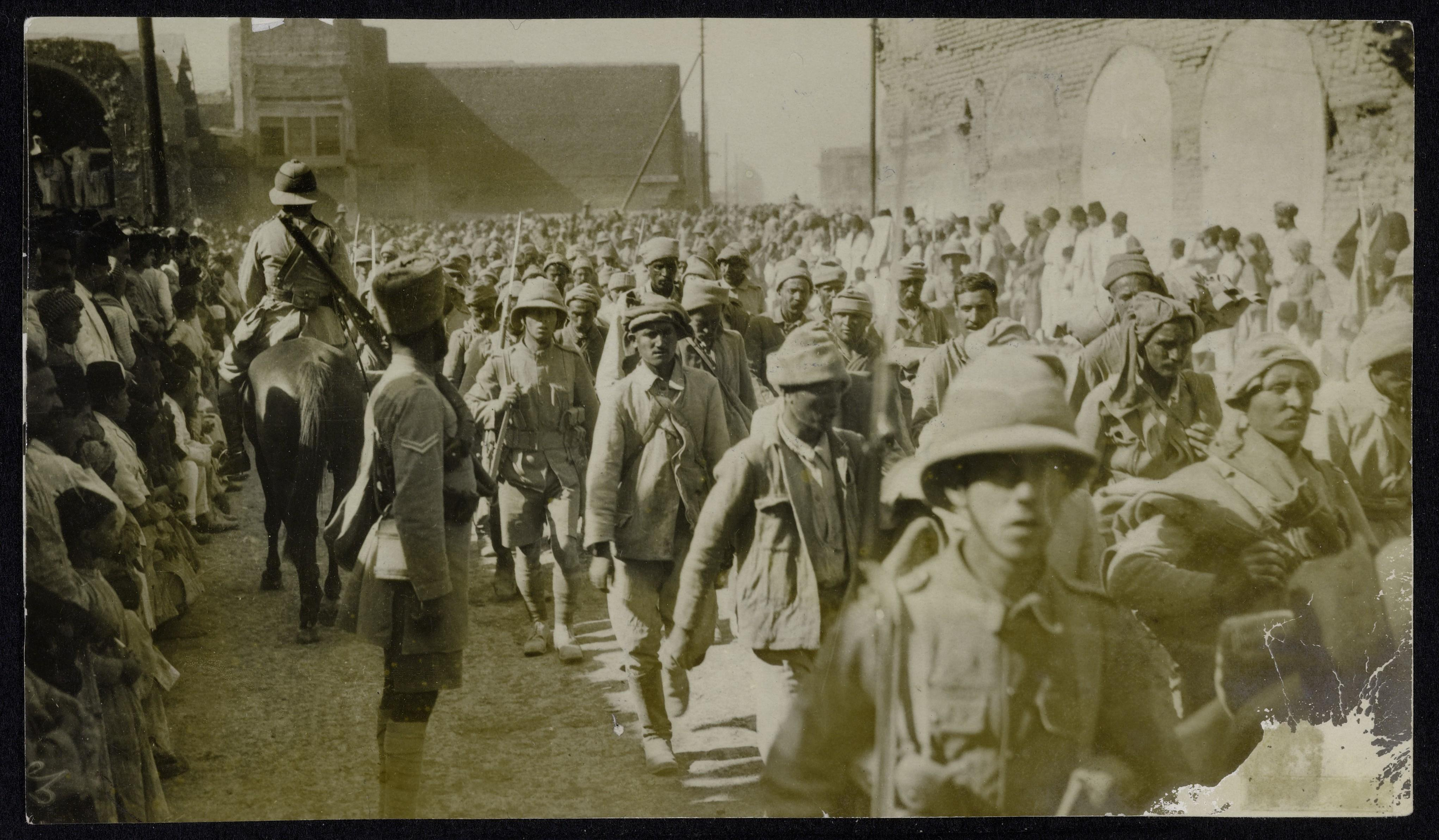
أسرى من رعايا الدولة العثمانية في بغداد بين 1914-1918م

## شاهد عيان
ذكر محمد رؤوف السعودي البغدادي في مذكراته: انه في سنة 1914م، أعلنت الحرب العالمية الأولى ودخلتها الدولة العثمانية بجانب ألمانيا ضد الحلفاء وجردت لها حملة عسكرية قوامها عشرون ألف جندياً مقاتل من لواء بغداد وقضاء الكاظمية وقضاء سامراء وبعض الأقضية التابعة لبغداد والأقضية التابعة إلى لواء ديالى. وسفرتهم إلى شمالي شرقي تركيا، وعلى سفوح جبال القفقاس المتاخمة لتركيا، لمجابهة القوات الروسية المهاجمة على حدود تركيا وحدودنا الشمالية في مناطق الأكراد. فصادف ان تساقطت الثلوج بكثرة هائلة على جبال القفقاس، واشتد البرد وإنهالت القطع الكبيرة من الثلوج على مخيمات الجنود العراقيين اللذين لم يألفوا برد الطبيعة وثلوجها، فدفنتهم تحت هذا الركام من الثلج، فماتوا إلا قليلاً، وهذا القليل الذي نجا من الموت وفر من هول الكارثة فقد وقع أسيراً في قبضة الجيش الروسي. وعلى أثر ذلك تجمدت بحيرة وان، وصدرت أوامر أحد القادة الأتراك -وتحت إمرته كثير من الجنود العراقيين- إلى قطعات جيشه بالمسير فوق البحيرة المتجمدة ظناً منه انها تحملهم وعتادهم وخيولهم، لانها متجلدة صلبة، فما إجتازوا وأوغلوا في منتصفها إلا وانفرجت وغاص الجيش تحتها، بمافيه من رجال وسلاح ومؤن وخيول، قد غمرتهم مياه البحيرة غرقاً. والذين لا يزالون يسيرون خلفهم على أرض متجمدة تماماً، لما شاهدوا ما حل بإخوانهم من الغرق والدمار أخذهم هول المصيبة وسادهم الفزع والخوف والهلع، فهاموا على وجوههم تيهاً في تلك الٱكام والجبال والثلوج، فماتوا من شدة البرد والجوع والتعب، وتفشت الأوبئة المختلفة بالبقية الباقية من الجيش، ولم ينج من تلك الحملة والتي يقدر عددها بعشرين ألف جندي إلا المائة أو المائتين منهم على أكثر تقدير. وتوالت أخبار هذه النكبة على بغداد الثكلى فجعلت في كل بيت من بيوتها مناحة وعزاء، وجزع نسائها على أبنائها، فلطمن الخدود، وشققن الجيوب، ونثرن الشعور، وأكتست بغداد ثوب الحزن، وظلت هذه الفاجعة ذكرى مؤلمة ترويها الأجيال بعد الأجيال.
ويذكر مؤلف كتاب مندلي عبر العصور مايلي: أعلنت الدولة العلية العثمانية النفير العام على هيأة الحياد المسلح في 28 تموز سنة 1914م الموافق 1332هجرية. وأعلنت روسيا الحرب على تركيا في 2 تشرين الثاني 1914م، وإنكلترا أعلنت الحرب عليها في 5 تشرين الثاني 1914م. وكان اعلان التعبئة العامة هو بمثابة استعداد الدولة العثمانية للوقوف إلى جانب المانيا في الحرب العالمية الأولى. حيث قام الجيش العثماني بوضع ملصقات الإعلانات على مداخل البنايات الحكومية، والمقاهي والاسواق والمحلات وغيرها من الاماكن العامة، التي تعلن النفير العام. استفاقت مدن العراق كغيرها من المدن العربية، صبيحة الثالث عشر من شهر رمضان سنة 1914م، على انتشار إعلانات النفير العام، ملصقة في كل مكان، اطلع أبناء بغداد على تلك الإعلانات التي عُلقت أمام المباني الحكومية في السراي، ومدخل القشلة، وعلى أبواب المقاهي والمحلات. ومن أشكال تلك الإعلانات واحداً فيه صورة بندقيتين متقاطعتين بهذا الشكل X، وكتب تحتها باللغة التركية:(سفر برلك وار سلاح باش له اولانلر) وتعني:(هناك نفير عام كونوا على استعداد مع أسلحتكم).وسبب تسمية البغداديين للسفر برلك بأيام الضيم والهلاك، وذلك لقيام الجيش العثماني بنقل الآلاف من شباب العراق كجنود مقاتلين، وسيروهم إلى جبهة القفقاس، حيث هلكوا جوعاً وبرداً، ولم يعد منهم سوى نفر يعدون على الأصابع، وفي حرب القفقاس هذه استشهد فيها ما لا يقل عن ثمانين بالمئة من الجنود العراقيين.
ويذكر الدكتور علي الوردي، انه في صباح 3 آب 1914م، فوجيء العراقيون بالطبول تدق على غير العادة، وشاهدوا على الجدران إعلانات رسم عليها مدفع وبندقية وكتب تحتها عبارة تركية (سفر برلك وار _ عسكر اولانلر سلاح باشنة)، ومعناها ان النفير العام قد أعلن وعلى الجنود ان يكونوا على أهبة الاستعداد باسلحتهم. كان القصد من هذا الإعلان البدء بالتعبئة العامة دون الاشتراك بالحرب. اذ ان تركيا لم تدخل الحرب إلا بعد ثلاثة أشهر. ولكن عامة الناس لم يميزوا بين اعلان النفير وبين دخول الحرب فساد الوجوم على الكثير منهم وأعتبروه بلاء أنزله الله عليهم كما ينزل الطاعون عقاباً لهم على ذنوبهم. وعلى اية حال كانت القوات التركية الموجودة في العراق في حالة مزرية.
وهذا الحال المزري والمفجع ينطبق على مصر ومنها ماعرف بحملة ترعة السويس الأولى، والثانية التي سميت معركة رمانة، ونفس الأوضاع واجهها أهالي فلسطين وكذلك أهالي سورية، وقد جسدت معاناتهم في تلك الحقبة من خلال المسلسل التلفزيوني إخوة التراب ومثلهم في لبنان الذين نقلوا معاناة تلك الأيام الصعبة في فيلم سفر برلك من بطولة الفنانة فيروز، الذي صور معاناة الأهالي والشباب من أعمال سخرة وتهجير، وحتى أهالي المدينة المنورة لم يكونوا إلا أسوأ حالاً ممن سبق ذكره.
وللشاعر البغدادي ملا عبود الكرخي قصائد معارضة وباللهجة البغدادية تتناول إبتلاء العراقيين بفرمان السفر برلك لما تسبب في هلاك الشباب من أبناء العراق، ومن هذه القصائد: